# لويز فون فرانسوا
لويز فون فرانسوا (بالألمانية: Louise von François)‏ (و. 1817 – 1893 م) هي مؤلفة، وكاتِبة ألمانية، ولدت في هرتسبرغ، توفيت في فايسنفلس، عن عمر يناهز 76 عاماً.